# Grey Oceans
Grey Oceans is het vierde studioalbum van CocoRosie en werd op 3 mei 2010 uitgegeven door Sub Pop Records. Het is hun eerste release bij Sub Pop Records, sinds ze vertrokken bij Touch & Go Records.

## Track listing
1. Trinity’s Crying
2. Smokey Taboo
3. Hopscotch
4. Undertaker
5. Grey Oceans
6. R.I.P. Burn Face
7. The Moon Asked the Crow
8. Lemonade
9. Gallows
10. Fairy Paradise
11. Here I Come